# Gokor Cziwiczjan
Gokor Cziwiczjan (orm. Գոքոր Չիվիչյան, ang. Gokor Chivichyan; ur. 10 maja 1963 w Erywaniu) − ormiańsko-amerykański judoka, grappler oraz zawodnik i instruktor mieszanych sztuk walki. Trener sportów walki w Hayastan MMA Academy w North Hollywood. Ze względu na swoją wiedzę nt. judo, sambo, wolnoamerykanki, zapasów w stylu wolnym i brazylijskiego jiu-jitsu, uważany za jednego z najlepszych grapplerów na świecie.

## Kariera
Cziwiczjan zaczynał trenować sporty walki już jako dziecko w Armeńskiej Socjalistycznej Republice Radzieckiej. Zwyciężał w wielu zawodach w kategorii juniorów w sambo, judo i zapasach. W wieku 17 lat wyjechał do Stanów Zjednoczonych do Los Angeles, gdzie trenował pod opieką Gene’a LeBella. W latach 1980–1990 wyruszył w tournée przez ZSRR, Tajlandię, Japonię, Europę oraz Meksyk. W roku 1991 objął stanowisko instruktora sportów walki w szkole Hayastan MMA Academy, gdzie do dziś jest trenerem. W roku 1998 otrzymał nagrodę od magazynu Black Belt w kategorii „Judo Instructor of the Year”, oraz został dodany do rubryki Hall of Fame tego magazynu.
W lutym 1997 stoczył jedyną w swojej karierze zawodową walkę w formule MMA pokonując w niespełna minutę Billa Maedę poprzez założenie dźwigni armbar i poddanie go. Trenował m.in. Rondę Rousey i Karapeta „Karo” Parizjana.
W 2008 wystąpił w zawodach USJA/USJF Winter Nationals w kategorii Male Masters – 49 Years MW, należących do mistrzostw Stanów Zjednoczonych w judo, gdzie zdobył złoty medal pokonując w finale Gary’ego Buttsa przez uchi mata.
Posiada 9 dan w judo (czarny pas) nadany mu w lutym 2005 przez United States Ju-Jitsu Federation (USJJF). Oprócz tego ma 9 dan (czarny pas) w Kyokushin Budokai, 6 stopień (czarny pas) i 1 stopień Razryad Grand Master w sambo oraz 7 stopień (czarny pas) w jujutsu.
W 2019 wziął udział w mistrzostwach IBJJF Pan American Brazilian Jiu Jitsu na poziomie Masters Black Belt gdzie zdobył złoty medal. W tym samym roku wziął również udział w mistrzostwach świata IBJJF Masters Brazilian Jiu Jitsu, gdzie również sięgnął po złoto, a pod koniec 2019 w mistrzostwach świata SJJIF Brazilian Jiu Jitsu Gi i No-Gi, gdzie również zdobył w obu kategoriach (gi i no-gi) złote medale. Dzięki tym zwycięstwom Cziwiczjan jest prawdopodobnie jedyną osobą, która zdobyła złote medale na elitarnych międzynarodowych zawodach we wszystkich trzech podstawowych sztukach walki poprzez poddanie w: judo, sambo i brazylijskim jiu-jitsu.